# 瀬川清子
瀬川 清子（せがわ きよこ、1895年（明治28年）10月20日 - 1984年（昭和59年）2月20日）は日本の民俗学者。元大妻女子大学教授。秋田県出身。日本の女性民俗学者の草分けのひとり。

## 生涯

### 生い立ち
1895年（明治28年）に秋田県鹿角郡毛馬内町（現鹿角市）で岩船源太郎、スケ夫妻の長女として誕生する。本名はキヨ。母は、産後の肥立ちが悪く、キヨが1歳になる前に亡くなった。里子に出されたが、父が後妻を迎え、実家に戻った。その後は、同居している叔母や祖父がキヨの教育を行い、1909年（明治42年）、14歳の時に毛馬内尋常高等小学校を卒業。準教員検定準備場を経て、母校の小学校などに勤務したのち、1915年に尋常小学校本科正教員の免許を取得し，毛馬内小学校はじめ、いくつかの学校で訓導として働きながら、1917年（大正6年）には、同じく教師として働いていた瀬川三郎と結婚した。女性でも大学に入学できることを新聞で知って、1922年（大正11年）に小学校を退職し、上京。

### 民俗学の道へ
上京後、東洋大学専門部倫理学東洋文学科に入学。三郎は清子が入学する一年前に東洋大に入学しているのでその影響があったと思われる。1924、25年（大正13、14年）に国語科免許状、漢文科免許状を取得、卒業。その年から、同郷出身の川村竹治の妻川村文子が設立した私立川村女学院教諭として勤めるが、翌1926年（大正15年）、第一東京市立中学校（現・東京都立九段高等学校）に職場を移した。以後、1944年（昭和19年）までここで働くことになる。
瀬川が民俗学の道へと入っていく契機となったのは、1931年（昭和6年）、夏季休暇中に三郎と共に40日間旅行した小笠原諸島の紀行文を一中の校友雑誌に掲載したことによる。小笠原の旅行から帰京した瀬川は、郷土会のメンバーだった地理学者小田内道敏の東京府多摩郡恩方村（現・八王子市恩方町）の調査に参加するなど、積極的な実地調査を行うようになるが、1933年（昭和8年）夏季休暇中に三郎がギリシャへ旅立った際、一人で行った能登半島舳倉島の海女の調査と、その見聞記である「舳倉の海女」を柳田國男と比嘉春潮が編集する『嶋』に投稿したことは、瀬川のその後の運命を決定づけることになった。柳田はこれを高く評価し、自宅で開催していた研究会、木曜会に瀬川を召喚。柳田の「郷土生活研究所」初の女性所員となり、当時計画されていた全国山村調査、海村調査に参加した。

### 女性民俗学者としての活躍
瀬川は、柳田の還暦を祝して開催された日本民俗学講習会（於國學院大學院友会館）に講師として参加するようになり、1936年（昭和11年）に「女性と労働」、翌年（1937年）に「海女の話」と題する講演を行っている 。この講座と関連して、1937年（昭和12年）に女性を中心とした会が同会場で持たれ、女性33名、男性14名が出席し、柳田から労働および精神面における女性の役割の話があったという。同年7月から能田多代子の司会で、女性民俗座談会が催されるようになるが、これは後の女性民俗学研究会（女の会）の前身となった。
1943年（昭和18年）から大妻女子専門学校非常勤講師に着任 、翌年に第一東京市立中学校を退職。終戦後大妻女専が大妻女子大学になったのちも講師として勤務しながら、九学会連合の合同調査、アイヌの調査などを行い、婚姻習俗や若者組などのトピックを重点的に研究するようになる。また民間伝承の会（現・日本民俗学会）、女性民俗学研究会などで後進の指導に当たる。1960年、大妻女子大の教授に昇格。1969年に夫が死去、1974年大学を退職。

### 晩年
晩年は夫・三郎に先立たれたショックや健康面の不安から、研究活動を行うこともあまり叶わなくなったが、生前の三郎が調査を行ったギリシャや 、ミクロネシア 、モンゴル、南米などに友人たちと旅行をしている。1983年（昭和58年）、肝臓、肺に腫瘍が見つかり入院。『女性と経験　八号』（女性民俗学研究会　1983年）に「女性の民俗研究」と題して瀬川と同時代に活躍した女性研究者達の回顧録を掲載したのが最後の仕事となった。翌年の1984年（昭和59年）2月20日、東京都文京区健生病院で永眠。88歳であった。故郷の秋田県鹿角市大湯、大円寺の墓所に三郎とともに眠る。

## 家族
- 夫・瀬川三郎（1896-1969） ‐ 東京学芸大学教授[3]。大湯村の士族で助役であり歌人でもあった瀬川重範（鷲峰）の三男に生まれ、1915年に秋田師範学校本科一部卒業後、小坂、毛馬内小学校に勤務。上京後、東洋大学で哲学を学び、1933年にはギリシャ哲学研究のためギリシャ遊学。東京府豊島師範学校教諭となり、同校が大学へ移行後も教授として定年まで務めた。[3][5][9]
- 曽祖父・内藤委仲 ‐ 毛馬内の医師。清子の祖母・ヒサの父。[2]
- 親戚・内藤湖南 ‐ 清子の継母の泉沢イマのいとこ。イマの親と、湖南の母・容子（旧姓泉沢）が兄弟姉妹。湖南とイマの祖父にあたる泉沢恭助（修斎）は儒者で、先代の泉沢織太が毛馬内で開いた私塾を引き継いだ。織太の弟・泉沢牧太（履斎）は伊勢亀山藩の儒官。湖南の父は内藤十湾。[2][10]

## 研究

### フィールド・ワーク
瀬川がその生涯で訪れた調査地は、300箇所近くにのぼり、その数は同時代の民俗学者の中でも群を抜いている。全国山村調査、海村調査で得られた民俗資料も瀬川の調査に依っている部分が大きい。海村調査は3箇年計画で実施される予定であったが、第二次世界大戦の影響により2年で助成金が打ち切られた。軍事施設の多い海浜地帯の調査はスパイの嫌疑をかけられるといった事情から困難を極めたが、瀬川は15の海村を訪れ調査を行っている。1939年（昭和14年）段階において調査を行ったのは海村調査のメンバーの中で瀬川1名のみであった。

### 女性と生活
民俗学はその初期の段階から、女性の視点からでしか対象化できないような民俗の研究を行う研究者を養成する必要性が、柳田によって説かれていたが、瀬川がこの分野で果たした役割は大きい。瀬川が特に注目したのは、衣食住と女性に関わる民俗である。当時は、封建的な武家階級の価値規範である「良妻賢母」が女性のあるべき姿として称揚されていたが 、そのような価値観とは別にあると考えられる、実際の「生活の事実」の中の多様な女性の姿を描き出したい欲求があったと後年、瀬川は語っている 。瀬川の研究で明らかにされたものとしては、農漁村の労働生活における女性の役割の大きさや、婚姻、若者組制度、衣食住の生活変化など多岐に渡る。

### 批判
天野武は福田アジオ以来の重出立証法批判を踏まえたうえで、瀬川の研究方法に対し、「調査地が多かったこことも関連して、すべての場合にいわゆる村落構造の全体像を分析し把握することに努められたか、それとの関連で対象とする民俗の特色を捉えようとされたか、という面では若干の不満がなしとしない」とし、「民俗の新旧ないし古風と変容とを対比して結論づける手法を重視していたといえよう。かかる観点を敷衍すれば、重出立証法に忠実であったと解される」と批判をおこなっている 。

## 受賞歴
- 1980年（昭和55年）エイボン女性年度賞
- 1981年（昭和56年）第二十回柳田国男賞（『女の民俗誌―そのけがれと神秘』）

## 著書

### 単著
- 『漁村生活と婦人』（中央水産業会、1946年）
- 『海女記』（古今書院、1953年）
- 『しきたりの中の女』（三彩社、1961年）
- 『女のはたらき　衣生活の歴史』（未來社、1962年）
- 『日本人の衣食住』（河出書房社、1964年）
- 『沖縄の婚姻』（岩崎美術社、1969年）
- 『海女』（未來社、1970年）
- 『村の女たち』（未來社、1970年）
- 『販女』（未來社、1971年）
- 『アイヌの婚姻』（未來社、1972年）
- 『きもの』（未來社、1972年）
- 『若者と娘をめぐる民俗』（未來社、1972年）
- 『日間賀島・見島民俗誌』（未來社、1975年)
- 『十六島紀行・海女記断片』（未來社、1976年）
- 『女の民俗誌―そのけがれと神秘』（東京書籍、1980年）
- 『村の民俗』（岩崎美術社、1982年）
- 『食生活の歴史』（講談社[講談社学術文庫]、2001年）
- 『婚姻覚書』（講談社[講談社学術文庫]、2006年）

### 共著
- （柳田國男）『祭の話』（三省堂、1955年）

### 共編著
- （女性民俗学研究会）『女の本―若き友におくる民俗学』（朝日新聞社、1946年）
- （植松明石）『日本民俗学のエッセンス』（ぺりかん社、1979年）

## 関連書
岡田照子『瀬川清子: 女性民俗学者の軌跡』岩田書院、2012年 ‐ 著者は清子の教え子